# Atsushi Itō (narciarz)
Atsushi Itō (jap. 伊藤敦 Itō Atsushi; ur. w 1966) – japoński narciarz alpejski, złoty medalista mistrzostw świata juniorów.

## Kariera
Po raz pierwszy na arenie międzynarodowej Atsushi Itō pojawił się w 1982 roku, startując na mistrzostwach świata juniorów w Auron. W swoim jedynym starcie zajął tam 34. miejsce w slalomie gigancie. Jeszcze dwukrotnie startował w zawodach tego cyklu, najlepszy wynik osiągając podczas rozgrywanych w 1984 roku mistrzostw świata juniorów w Sugarloaf. Japończyk zdobył tam złoty medal w slalomie, wyprzedzając bezpośrednio Sašo Robiča z Jugosławii i Norwega Finna Christiana Jagge. Nie startował w zawodach Pucharu Świata. Nigdy też nie brał udziału w mistrzostwach świata ani igrzyskach olimpijskich.

## Osiągnięcia

### Mistrzostwa świata juniorów
| Miejsce | Dzień     | Rok  | Miejscowość | Konkurencja | Czas biegu  | Strata  | Zwycięzca     |
| ------- | --------- | ---- | ----------- | ----------- | ----------- | ------- | ------------- |
| 34.     | 6 marca   | 1982 | Auron       | Gigant      | 2:24,67 min | +8,22 s | Günther Mader |
| 28.     | 5 marca   | 1983 | Sestriere   | Gigant      | 2:15,25 min | +6,57 s | Johan Wallner |
| 1.      | 20 lutego | 1984 | Sugarloaf   | Slalom      | 1:55,21 min | -       | -             |